# Zuidelijke Siddebuursterpolder
De Zuidelijke Siddebuursterpolder, eerder Veensterpolder, is een voormalig waterschap in de Nederlandse provincie Groningen.
Het waterschap lag ten zuiden van Siddeburen. Het is ontstaan in 1818 en werd in 1879 opnieuw opgericht. De noordgrens lag bij de Hoofdweg, de oostgrens halverwege de Eideweg en de N33, de zuidgrens lag bij het Siepkanaal en de westgrens was het zuidwaarts verlengde van de Damsterweg. De molen van de polder sloeg uit op de Molenwijk, die via de grachten van het voormalige borg Ufkeshuis uitmondde in de Siddebuurster Schipsloot.  
Een voorloper van dit waterschap was de Veensterpolder uit 1818. De molen van deze polder ontving zijn water uit de Dwarswatering/  Deze watering, ook wel Dwarssloot genoemd, was in 1544 aangelegd door het Woldzijlvest om de leege landen ten zuiden van het dorp te ontlasten.  De Dwarswatering ontving ook water uit een voormalige doorbraakkolk bij de Veendijk. Hij stond tevens via de Kaaijingssloot in verbinding met de Molenwijk van de oudere Loegsterpolder (1800). Langs de verbindingssloot bevond zich een dijkje dat vanouds de scheiding met het  lager gelegen Oostwoldzijlvest vormde. Volgens de oudste kadasterkaart was de Veensterpolder sinds zijn oprichting verantwoordelijk voor het onderhoud van alle watergangen van de Loegsterpolder, met inbegrip van de Schipsloot en beide Molenwijken. Mogelijk werden deze watergangen eerder – samen met de Woldweg en de Kaaijingssloot  – door het Woldzijlvest zelf onderhouden en nam de Veensterpolder deze taak over. De kade zal door het Oostwoldzijlvest zijn onderhouden, maar was al rond 1900 in onbruik geraakt.
In 1832 ging de Veensterpolder met de Loegsterpolder samen in de Siddebuursterpolder. Die werd vervolgens in 1879 vanwege de wateroverlast in het laag gelegen Siddebuursterveen weer gesplitst in de Zuidelijke en Noorderlijke Siddebuursterpolder. De Schipsloot bleef onder verantwoordelijkheid van de Veensterpolder staan. De wateroverlast vanuit het noorden was daarmee echter niet gedaan. Januari 1932 braken de kadedijken van het nieuw gebouwde elektrische gemaal van de noordelijke polder, waardoor het Siddebuursterveen onder water liep. De molen is als een van de laatste poldermolens in Siddeburen omstreeks 1960 gesloopt en vervangen door een elektrisch gemaal.
Waterstaatkundig gezien ligt het gebied sinds 2000 binnen dat van het waterschap Hunze en Aa's.